# Llista d'àrees protegides de Cap Verd
Aquesta és una Llista d'àrees protegides de Cap Verd:

## Reserves naturals estrictes
- Illots de Raso i Branco
- Ilhéu de Baluarte, Boa Vista
- Ilhéu de Curral Velho, Boa Vista
- Ilhéu dos Pássaros, Boa Vista

## Parcs Naturals
- Topo da Coroa, illa de Santo Antão
- Monte Gordo, São Nicolau
- Moroços, Santo Antão
- Cova/Ribeira da Torre/Paul, Santo Antão
- Norte da Boa Vista (Parc Norte), Boa Vista
- Monte Verde, illa de São Vicente
- Rui Vaz i Serra de Pico da Antónia, Santiago

## Reserves naturals
- Illa de Santa Luzia
- Monte do Alto das Cabeças, São Nicolau
- Boa Esperança, Boa Vista
- Casas Velhas, Maio
- Costa da Fragata, Sal
- Lagoa de Cimidor, Maio
- Morro de Areia, Boa Vista
- Ponta do Sinó, Sal
- Ponta do Sol, Boa Vista
- Praia do Morro, Maio
- Rabo de Junco, Sal
- Serra Negra, Sal
- Tartaruga, illa Boa Vista
- Terras Salgadas (Maio Saltpans), Maio, nord-oest de Vila do Maio

## Monuments naturals
- Morrinho de Açúcar, Sal
- Morrinho do Filho, Sal
- Monte Estância, Boa Vista: àrea: 736 ha
- Monte Santo António, Boa Vista
- Rocha Estância, Boa Vista

## Espais naturals protegits
- Buracona-Ragona, Sal
- Monte Caçador and Pico Forcado, Boa Vista
- Cruzinha, Santo Antão
- Curral Velho, Boa Vista
- Monte Grande, Sal, àrea: 1,320 ha
- Pedra de Lume-Carragal Saltpans, est de Sal
- Monte Penoso i Monte Branco, Maio
- Porto Inglês Saltpans, Maio, nord-oest de Vila do Maio
- Santa Maria Saltpans, sud de Sal

## Àrees importants per a la conservació de les aus
- IBA Serralada Central d'Illa de São Nicolau
- IBA Penya-segats costaners entre Porto Mosquito i Baia do Inferno, Santiago, 180 ha
- IBA Volcà de Fogo
- Ilhéu Branco, est de Santa Luzia
- Ilhéu Raso, est de Santa Luzia
- Ilhéus Secos, nord-est de Brava
- IBA Ilhéu de Curral Velho i costa adjacent, Boa Vista
- Arbre Kapok, Boa Entrada, Santiago
- Caobes a Banana, Ribeira Montanha, Santiago
- IBA llacunes Pedra Badejo, Santiago, size; 200 ha
- IBA Ribeira do Rabil, Boa Vista
- IBA Serra do Pico da Antónia, Santiago, 1,500 ha